# Pauline (Fernsehserie)
Pauline ist eine deutsche Miniserie, die von der Kölner bildundtonfabrik produziert wurde. Die Serie wurde am 22. Mai 2024 auf Disney+ veröffentlicht.

## Handlung
Die Serie erzählt die Geschichte der 19-jährigen Pauline, die von einem One-Night-Stand unbeabsichtigt schwanger wird. Als sich dann noch herausstellt, dass ihr One-Night-Stand Lukas der Sohn des Teufels ist und die Schwangerschaft Pauline übernatürliche Fähigkeiten verleiht, scheint es, als würde die Apokalypse kurz bevorstehen.

## Besetzung
| Rolle           | Schauspieler                       |
| --------------- | ---------------------------------- |
| Pauline Alceste | Sira-Anna Faal                     |
| Lukas           | Ludger Bökelmann                   |
| Tony            | Lukas Alexander von Horbatschewsky |
| Britta          | Johanna Hens                       |
| Lilith          | Andrea Sawatzki                    |
| Eira            | Amira Ghazalla                     |
| Tammo           | Dimitrij Schaad                    |
| Carla Alceste   | Nikeata Thompson                   |
| Jason Alceste   | Sohel Altan Gol                    |

## Episodenliste
| Nr. | Originaltitel       | Erstveröffentlichung (D/A/CH) | Regie              | Drehbuch                                                                          |
| --- | ------------------- | ----------------------------- | ------------------ | --------------------------------------------------------------------------------- |
| 1   | Nichts Besonderes   | 22. Mai 2024                  | Arabella Bartsch   | Alma Buddecke, Sebastian Colley, Sophie Yukiko, Natalie Thomas, Elena Lyubarskaya |
| 2   | Bist du bereit?     | 22. Mai 2024                  | Arabella Bartsch   | Alma Buddecke, Sebastian Colley, Sophie Yukiko, Natalie Thomas                    |
| 3   | Chaos und Kontrolle | 22. Mai 2024                  | Arabella Bartsch   | Alma Buddecke, Sebastian Colley, Sophie Yukiko, Natalie Thomas                    |
| 4   | Wer war mein Vater? | 22. Mai 2024                  | Alma Buddecke      | Alma Buddecke, Sebastian Colley, Sophie Yukiko, Natalie Thomas, Elena Lyubarskaya |
| 5   | Vertrauen           | 22. Mai 2024                  | Facundo Scalerandi | Alma Buddecke, Sebastian Colley, Sophie Yukiko, Natalie Thomas                    |
| 6   | Team Pauline        | 22. Mai 2024                  | Facundo Scalerandi | Alma Buddecke, Sebastian Colley, Sophie Yukiko, Natalie Thomas                    |